# Остановившаяся жизнь
«Остановившаяся жизнь» (англ. Still Life) — драматический фильм 2013 года режиссёра Уберто Пазолини. В главной роли — Эдди Марсан. Фильм рассказывает историю Джона Мэя, сотрудника соцслужбы, который занимается организацией похорон одиноких людей и видит в этом своё призвание. Узнав о предстоящем увольнении, Джон намерен как можно лучше завершить дело своего последнего клиента.
Премьера фильма состоялась на 70-м Венецианском кинофестивале, где он получил приз за лучшую режиссуру в программе «Горизонты». На Международном кинофестивале в Рейкьявике «Остановившаяся жизнь» завоевала высшую награду («Золотой ту́пик») как лучший фильм, а также премию ФИПРЕССИ. Фильм также получил приз «Чёрная жемчужина» на кинофестивале в Абу-Даби за «человечность, сочувствие и изящество в обращении с горем, одиночеством и смертью»; Эдди Марсан за свою игру удостоился премии как лучший британский актёр на Эдинбургском международном кинофестивале 2014 года.

## Сюжет
Джон Мэй — одинокий мужчина, работающий в отделе бесхозного наследства (bona vacantia) в округе Кеннингтон (южный Лондон). Его основной обязанностью является поиск ближайших родственников умерших людей, не оставивших завещания о своём имуществе. Большинство дел Мэй закрывает из-за невозможности выйти на родных и близких, но даже если наследники находятся, он постоянно сталкивается с тем, что они не собираются устраивать провожание покойного, и поэтому сам занимается организацией похорон, пишет надгробные речи для каждого умершего и лично присутствует на похоронах, как правило — в качестве единственного скорбящего. Его начальник считает, что такой подход отнимает много времени и средств, и поэтому решает закрыть отдел и сократить Мэя как только он завершит последнее дело о смерти Уильяма «Билли» Стоука. Мистер Мэй спрашивает у босса адрес мужчины и узнаёт, что покойный — его сосед по дому, который жил в квартире прямо напротив его окон, но которого он никогда не встречал.
При осмотре квартиры Стоука Мэй находит единственную зацепку — альбом с фотографиями, на одной из которых изображена фабрика по производству пирогов со свининой. На большинстве фотографий присутствует взрослая женщина и девочка. Многочисленные фотографии девочки резко обрываются на середине альбома, и нет ни одного снимка девочки старше десяти лет. Джон предполагает, что у Стоука когда-то были жена и дочь, но нет ни записей, ни зацепок, ни имен, ни дат.
Он посещает фабрику по производству пирогов и находит одного из рабочих, который в своё время дружил со Стоуком. Мэй спрашивает, упоминал ли Стоук когда-нибудь жену или дочь, на что тот отвечает, что Стоук никогда не говорил о семье и что он ушёл с фабрики к женщине из ресторана Fish and Chips, который Стоук часто посещал. Джон отправляется в приморский городок Уитби, где в то время жил Стоук, и обходит все рыбные забегаловки в городе, пока не находит бывшую любовницу Стоука Мэри, её взрослую дочь и внучку. Мэри рассказывает, что Стоук —- отец её дочери, но он уехал, так и не узнав о её существовании.
Мэри говорит Джону, что они не могут считаться родственниками Стоука, поскольку он никогда не хотел иметь семью. Однако она предполагает, что после того, как Стоук бросил её, он, вероятно, попал в тюрьму. Джону удается найти тюрьму, в которой содержался Стоук. Изучив досье Стоука, он находит упоминания о визите к нему девушки, из которого становится ясно, что это вторая дочь Стоука по имени Келли. Джон находит Келли и отдает альбом с её детским фотографиями. Келли ошеломлена известием о смерти отца, но в её душе живет обида за разгульный образ жизни Стоука и за то, что он бросил её и мать, когда она была маленькой. Келли рассказывает, что её мать, женщина из фотоальбома и бывшая жена Стоука, умерла три года назад.
Мэй приглашает Келли на похороны, но она сильно обижена на отца и отказывается отдать дань его памяти. Она дарит ему фотографию отца с его лучшим другом и сослуживцем Джамбо, сделанную во время войны на Фолклендских островах. Джамбо с теплотой вспоминает Стоука, но не проявляет никакого интереса к похоронам. Джамбо направляет Джона в несколько парков, где он видел Стоука в последний раз. Джон встречает двух бездомных, которые соглашаются поговорить с ним в обмен на выпивку. Однако и они не намерены посещать похороны. Посчитав, что на этом дело закончено, Джон возвращается в свой офис и готовит его к закрытию. Звонит Келли, которая согласилась признать себя ближайшей родственницей Стоука.
Тем временем Джон вносит небольшие изменения в свой строгий распорядок дня: пробует новые блюда и напитки, гуляет по новым маршрутам и вдохновляется хулиганскими выходками Билли Стоука.
Джон встречается с Келли и с энтузиазмом рассказывает о подготовке к похоронам Стоука, включая выделение ему могилы на любимом месте отдыха Джона на кладбище. Келли приглашает Джона выпить с ней чаю после похорон. Джон впервые за всё время улыбается, поверив, что его одиночеству скоро придёт конец. После покупки подарков его сбивает автобус New Routemaster, и Джон умирает на асфальте от потери крови.
Однако найти его ближайших родственников некому, поскольку офис бесхозного наследства закрыт. На похороны Джона никто не приходит. Его хоронят в безымянной могиле рядом с могилой Стоука в то же самое время, когда проходят похороны Стоука.
На похоронах Стоука присутствуют все его родные и близкие, с кем ранее связывался Джон: военные товарищи Стоука в парадных беретах, бездомные, его бывшая девушка, две его дочери и внук. Келли оглядывается в поисках Джона, но видит лишь проезжающий мимо катафалк с его гробом. Когда похороны Стоука заканчивается, Келли замечает, как служители утрамбовывают новую могилу, но не знает, что это могила Джона.
После ухода похоронщиков на кладбище начинают стекаться призраки Билли Стоука и других людей, над делами которых Джон работал при жизни; они собираются вокруг его могилы.

## В ролях
- Эдди Марсан — Джон Мэй
- Джоан Фроггатт — Келли Стоук
- Карен Друри — Мэри
- Эндрю Бьюкен[англ.] — мистер Пратчетт
- Нил Д'Соуза — Шакти
- Пол Андерсон — бездомный
- Тим Поттер[англ.] — бездомный
- Киаран Макинтайр — Джамбо

## Награды и номинации
- 2013 — 4 приза Венецианского кинофестиваля: приз Пазинетти за лучший фильм, приз за лучшую режиссуру в программе «Горизонты», приз C.I.C.A.E. и Premio Cinematografico "Civitas Vitae prossima"[2].
- 2013 — приз «Чёрная жемчужина» программы «Новые горизонты» на кинофестивале в Абу-Даби.
- 2013 — приз за лучший фильм и приз ФИПРЕССИ на кинофестивале в Рейкьявике.
- 2013 — участие в конкурсной программе кинофестиваля в Сан-Паулу и Цюрихского кинофестиваля.
- 2014 — номинация на премию «Давид ди Донателло» за лучший европейский фильм.
- 2014 — приз лучшему британскому актёру (Эдди Марсан) и номинация на премию имени Майкла Пауэлла за лучший британский фильм на Эдинбургском кинофестивале[3].
- 2014 — специальное упоминание жюри Ереванского кинофестиваля «Золотой абрикос».